# A Is for Atom
A Is for Atom is een 14 minuten durende geanimeerde korte documentairefilm ter promotie uit 1953 gemaakt door John Sutherland en gesponsord door General Electric (GE). Hij is nu in het publiek domein. De korte film legt uit wat een atoom is, hoe kernenergie wordt afgegeven door bepaalde soorten atomen, het gebruik van nucleaire kracht in vredestijd, en de bijkomstige producten van kernsplijting. Het is Sutherlands meest prijswinnende film, en heeft dan ook verschillende prijzen gewonnen op filmfestivals. 

## Plot
Een verteller begint de film door te vertellen wat een atoom is en hoe atomische energie gebruikt kan worden door mensen om "eindeloze" energie te produceren. Dr. Atom (een karikatuur met een atoom als hoofd) legt dan de gelijkenissen uit tussen het zonnestelsel en een atoomstructuur. Hij legt dan verder uit hoe een atoom bestaat uit protonen, neutronen, en elektronen. Hierna legt de verteller uit hoe er meer dan 90 elementen zijn met veel verschillende isotopen voor elk element. 
Vervolgens wordt er gekeken naar de geschiedenis van atomische energie, beginnend met de ontdekking van transmutatie. Dit leidde dan tot de ontdekking van kernsplijting en uiteindelijk tot kernwapens en kernenergie gebruikmakend van de kettingreactie van radioactief materiaal. Dan wordt de Oakridge-uraniumfabriek besproken evenals de eerste nucleaire reactor en het eerste gebruik van plutonium. Dan wordt er de toekomst van fantasierijke kerncentrales uitgelegd. De korte film eindigt over het gebruik van radionuclides in de geneeskunde en agricultuur. 
In de film zit een blauw "nucleaire reus" personage, dat erg lijkt op Dr. Manhattan uit de striproman Watchmen.